# Cryptocentrus diproctotaenia
Cryptocentrus diproctotaenia är en fiskart som beskrevs av Bleeker, 1876. Cryptocentrus diproctotaenia ingår i släktet Cryptocentrus och familjen smörbultsfiskar. Inga underarter finns listade i Catalogue of Life.